# Antecedentenonderzoek
Een antecedentenonderzoek is een onderzoek naar incidenten uit het verleden. De term antecedent ("voorgeschiedenis", "voorafgaande feiten") is afgeleid uit het Latijn:
- Ante is een Latijns voorvoegsel en betekent voor
- Caedere betekent (ge)geven

Een dergelijk onderzoek naar iemands verleden kan bij verschillende gelegenheden plaatsvinden. Informeel door de pers wanneer iemand in een belangrijke functie is benoemd, formeel kan het de afsluiting zijn van een sollicitatieprocedure; vooral een dergelijk onderzoek door de rijksoverheid uitgevoerd alvorens iemand in openbare dienst aan te stellen.
Men kijkt met name naar het strafrechtelijke verleden. Ook de omstandigheden van familieleden en gezinsleden kunnen deel van een antecedentenonderzoek zijn. Het oogmerk van de werkgever is in dat laatste geval het uitsluiten van chantabele personeelsleden en het vertrouwelijk houden van informatie.

## Het antecedentenonderzoek in Nederland
Er is in Nederland een duidelijk verschil tussen een "verklaring omtrent het gedrag" (daarbij kijkt men of de sollicitant een relevant strafblad heeft) en een antecedentenonderzoek (een onderzoek van meerdere registers en actief onderzoek door gesprekken en andere onderzoeken zoals huisbezoek).
Wie een gunstige verklaring omtrent het gedrag ontvangt, kan desondanks (niet-relevante) criminele antecedenten hebben. Wanneer een sollicitant in het onderwijs in het verleden vanwege pedofilie met de politie in aanraking is geweest zal geen "bewijs van goed gedrag" worden gegeven. Wanneer dezelfde persoon deze verklaring nodig heeft om als bouwvakker te werken dan krijgt hij wel een bewijs van goed gedrag. Had hij zich schuldig gemaakt aan het verduisteren van bouwmateriaal dan was de verklaring misschien niet afgegeven. De overheid let daarbij op het tijdsverloop. Een lang geleden gepleegd misdrijf is bij diefstal minder relevant en minder bezwarend. Daarbij wordt er voor kleinere vergrijpen zoals diefstal een verjaring van vijf jaar aangehouden. Bij een karakter- of persoonlijkheidsstoornis is tijdsverloop minder belangrijk. Daar kan ook na vele jaren nog een bezwaar worden gevonden in een eerdere aantekening in een register.
Het onderzoek kan afhankelijk van werkgever en functie meer of minder uitgebreid zijn. Vaak gaat het om de volgende gegevens:
- Financiële staat en verleden van de sollicitant
- Het strafblad, eventueel ook van familie en vrienden
- Natrekken van het CV (zijn de opgegeven opleidingen en andere gegevens correct?)
- De redenen van de beëindiging van vorig dienstverband(en)
- Het van toepassing zijn van een concurrentiebeding (relevant in het bedrijfsleven)
- Achtergrondonderzoek algemeen (zijn er discrepanties )

### Het bedrijfsleven
Antecedentenonderzoek door een particulier bedrijf is een bron van kredietinformatie. Een dergelijk antecedentenonderzoek wordt ook wel kortweg een creditcheck, huurderscheck, risicoanalyse of kredietwaardigheidtoets genoemd. Met behulp van een antecedentenonderzoek worden problemen of risico’s in kaart gebracht zodat problemen met bijvoorbeeld huurders worden voorkomen. Bepaalde registraties geven inzicht in de kredietwaardigheid en het betalingsverleden van een potentiële huurder of zakenpartner.
In de Nederlandse wetgeving komt het antecedentenonderzoek voor in de volgende regelingen:
- In Boek 8 van het Burgerlijk Wetboek artt. 1399; 80; 1140; 1750; 101; 500; 1753; 100; 970; 564;
- In de Gemeentewet artt. 290; 100; 106; 107d; 8;
- In de Waterschapswet artt. 101; 105; 100;
- In de Vreemdelingenwet 2000 artt. 101; 103; 100;
- In de Wet op de Jeugdzorg artt. 100
- In de Wet op de Inlichtingen- en Veiligheidsdiensten 200.
- In de Wet op de Ondernemingsraden
- In het Algemeen Rijksambtenarenreglement §2.

en andere regelingen

### De politie
Iedereen die bij de politie wil werken moet van onbesproken gedrag zijn en mag geen strafblad hebben. Om dit te onderzoeken ondergaat de sollicitant een antecedentenonderzoek.
In een Ministerieel Besluit, de "Uitvoeringsregeling antecedentenonderzoek politie" van 8 januari 1999 heeft de minister van Binnenlandse Zaken en Koninkrijksrelaties,
gelet op artikel 8c van het Besluit Algemene Rechtspositie Politie en artikel 4c van het Besluit Rechtspositie Vrijwillige Politie regels gesteld aan antecedentenonderzoeken bij de politie.
Het antecedentenonderzoek omvat het inwinnen van gegevens over betrokkene uit de volgende registers: het strafregister, het algemene documentatieregister, en de politieregisters.
Het antecedentenonderzoek moet zelfstandig worden uitgevoerd door een persoon die niet betrokken is bij de selectieprocedure. Indien op grond van de verkregen gegevens bedenkingen rijzen tegen vervulling van de desbetreffende functie door betrokkene, stelt het bevoegd gezag de betrokkene daarvan schriftelijk in kennis, onder vermelding van de aard van de gerezen bedenkingen en onder mededeling dat de betrokkene binnen twee weken na ontvangst van de kennisgeving zijn zienswijze schriftelijk aan het bevoegd gezag kenbaar kan maken.
Alvorens het bevoegd gezag een beslissing neemt, wordt de betrokkene in de gelegenheid gesteld zijn zienswijze mondeling bij het bevoegd gezag toe te lichten. Op zijn verzoek kan aan betrokkene inzage in het advies worden verleend maar inzage in het advies kan worden geweigerd met een beroep op het belang van een goede uitvoering van de politietaak of de bescherming van de persoonlijke levenssfeer van derden.
De gegevens van het antecedentenonderzoek worden opgeslagen in een apart register waarvoor een reglement overeenkomstig de eisen van de Wet persoonsregistraties wordt opgesteld.
Deze onderzoeken zijn er op verschillende niveaus. Afhankelijk van de zwaarte van de functie en de informatie waar de sollicitant mee te maken krijgt, voert de politieregio het onderzoek uit. Het onderzoek kan ook door de Algemene Inlichtingen- en Veiligheidsdienst (AIVD) worden gedaan. Voor de meeste uniformfuncties bij de politie geldt dat het P-onderzoek wordt uitgevoerd. Bij bevordering of overplaatsing kan het onderzoek worden herhaald.
Men onderzoekt of de sollicitant met politie en justitie in aanraking is gekomen en medewerkers van de onderzoeksdienst komen op huisbezoek. Tijdens dit huisbezoek worden allerlei vragen gesteld die betrekking kunnen hebben op het functioneren bij de politie (bijvoorbeeld over integriteit). Ook kunnen enkele vrienden, bekenden of kennissen worden benaderd voor vragen over de sollicitant.
Als alles in orde is geeft de onderzoeker een "Verklaring van Geen Bezwaar".
Een veroordeling door de strafrechter kan een relevant bezwaar zijn. Een bekeuring is geen probleem. Korpsen bepalen zelf of ze iemand als sollicitant in behandeling nemen. Wanneer iemand in een proeftijd zit of als er nog geen vonnis uitgesproken is in een lopende zaak, wordt de sollicitatie niet in behandeling genomen.
Aspecten waar bij een veroordeling naar gekeken wordt zijn:
- Hoelang is het geleden?
- Was het een jeugdzonde?
- Hoe zwaar was de veroordeling?
- Was het eenmalig of een reeks van gebeurtenissen?

Omdat bij de politie openheid belangrijk is, is het aan te raden eventuele aanrakingen met de politie of justitie op eigen initiatief te melden tijdens een selectiegesprek.
Het onbesproken gedrag van familieleden is een punt dat tijdens een antecedentenonderzoek aan de orde komt.
In hoeverre misdragingen van familieleden van invloed zijn op de sollicitant, is lastig vast te stellen. Ieder van de 10 regionale eenheden van de Nederlandse politie heeft daarin zijn eigen beleid. Bij ongeregeldheden binnen een familie wordt bijvoorbeeld gekeken naar het soort delict, de relatie tussen de sollicitant en het familielid en wat de woonplaatsen van sollicitant en familieleden zijn. Criminele familieleden beïnvloeden het beeld dat de politieorganisatie van een sollicitant "niet positief". Per persoon wordt bekeken hoe de situatie is.
Antecedentenonderzoeken horen ook bij functies zoals verkeersvlieger, steward of stewardess (bij de KLM iedere vijf jaar), croupier, medewerker bij een bank of bedrijf dat waardevolle vrachten moet vervoeren, medewerker bij het Koninklijk Huis, medewerker bij de overheid, of medewerker bij een bedrijf dat belangrijk drukwerk vervaardigt.
Homoseksualiteit is niet langer een bezwarende omstandigheid in een antecedentenonderzoek. Het verbergen van seksuele contacten is dat wél omdat het de sollicitant mogelijk chantabel maakt. Het medisch verleden is formeel geen onderdeel van een antecedentenonderzoek, tenzij het gekoppeld is aan het strafregister. Slechts in bijzondere gevallen en enkel met toestemming van de sollicitant, zijn medische gegevens op te vragen.

### Verdere antecedentenonderzoeken in Nederland
Gekozen vertegenwoordigers in de Staten-Generaal, de Provinciale Staten, in een gemeenteraad of een waterschap ondergaan geen antecedentenonderzoek. Een veroordeling vanwege een misdrijf is daar ook geen formeel bezwaar voor kandidaatstelling, benoeming door de Kiesraad of toelating in die vergadering. Een (bijzonder) ambtenaar van de burgerlijke stand ondergaat wel een beperkt antecedentenonderzoek.

### Het antecedentenonderzoek naar Mabel Wisse Smit
Nadat in juni 2003 haar verloving met prins Friso was aangekondigd, kwam in de openbaarheid dat Mabel Wisse Smit in de periode 1989-1990 met drugsbaron Klaas Bruinsma bevriend was geweest. Dat Wisse Smit contact had gehad met Bruinsma was al in 2001 bekend bij de Binnenlandse Veiligheidsdienst, die de toenmalige minister-president Wim Kok in augustus van dat jaar had gemeld dat zij "enige oppervlakkige zeilcontacten heeft gehad met de heer Bruinsma". Omdat die contacten slechts oppervlakkig zouden zijn geweest, zag Kok destijds geen reden tot ingrijpen.
Volgens de wettelijke regels was een "beperkt antecedentenonderzoek" gedaan, een archiefonderzoek naar bezwaren tegen de aanwezigheid van de te onderzoeken persoon in de omgeving van het staatshoofd. Een dergelijk onderzoek wordt ingesteld om de veiligheid van de staatsgasten van de koningin te kunnen waarborgen. De inlichtingendienst gaat niet actief op zoek naar bezwarende omstandigheden, dat staat de wet in zo'n geval ook niet toe.
Mabel werd niet geacht om met staatsgeheimen in aanraking te komen en alleen dan, en in het geval van verdenking van misdrijven als spionage of terrorisme, is een uitgebreider antecedentenonderzoek of een onderzoek door de AIVD wettelijk toegestaan. De Nederlandse wet stelt deze regels om te voorkomen dat de Nederlandse veiligheidsdiensten op eigen initiatief of om politieke redenen onderzoeken gaan doen. In een politiestaat is dat niet ongebruikelijk maar Nederland is een rechtsstaat waarin de AIVD beperkte bevoegdheden en weinig speelruimte heeft.
Omdat over zoiets als een al dan niet intieme vriendschap van een studente met Bruinsma nooit iets was gepubliceerd en er ook geen relevante stukken of knipsels in de archieven lagen kon de AIVD geen bezwaren vinden tegen Mabels aanwezigheid in de omgeving van de Koningin.